# Phanerotomella zhejiangensis
Phanerotomella zhejiangensis är en stekelart som beskrevs av He och Chen 1995. Phanerotomella zhejiangensis ingår i släktet Phanerotomella och familjen bracksteklar. Inga underarter finns listade i Catalogue of Life.